# Массивная доска
Массивная доска (напольное покрытие из массива древесины, массив) — доска из древесины, напольное покрытие из цельной древесины с соединением шип-паз по периметру. 
Размеры массивной доски составляют от 100—200 мм в ширину и от 500 до 2200 мм в длину, этим она отличается от штучного паркета (ширина 30—90 мм и длиной от 200 до 500 мм мм). 
Массивная доска поставляется с заводским финишным покрытием (лак, масло или масло-воск).
Поскольку сортовая древесина больших размеров имеет высокую себестоимость, массивную доску принято относить к премиальным напольным покрытиям.

## Происхождение
Современная массивная доска происходит от двух широко распространённых в прошлом напольных покрытий: доски пола и штучного паркета. По внешнему виду массивная доска больше всего напоминает половую доску, только в более коротком и более широком исполнении. Кроме того, для массивной доски обычно используются твердолиственные породы, в том числе экзотические, в то время как половая доска изготавливалась из наиболее доступного сырья с высокими требованиями к стабильности. В умеренных широтах Старого Света это, прежде всего, хвойные породы — ель, сосна, лиственница. Хвойные породы древесины, как правило, существенно мягче твердолиственных, на них легко остаются следы от твёрдых предметов, но они слабо подвержены растрескиванию и короблению
Несмотря на внешнее сходство с доской пола, функционально массивная доска от неё принципиально отличается. Массивная доска — отделочное напольное покрытие, чистовой пол. Для её укладки необходимо основание, несущее на себе все конструктивные нагрузки. Этим она близка к штучному паркету — традиционному напольному покрытию XIX—XX вв., небольшим планкам ценной древесины, прежде всего дубовым, укладывавшимся поверх бетонного или дощатого основания на битумную мастику и подобные клеящие средства.
Таким образом, массивная доска представляет собой увеличенный штучный паркет, размеры которого приближены к размерам доски пола. Крупные размеры позволяют более полно раскрыть естественную красоту дерева — узор годичных колец, допустимые сортаментом перепады по цвету и проч. В отличие от доски пола, массивная доска почти никогда не тонируется наглухо. Применяемые краски наносятся так, чтобы оставался виден естественный рисунок древесины.

## Конструкция и размеры
Массивная доска представляет собой однородную прямоугольную доску из цельной древесины определённых размеров. По торцам массивная доска фрезеруется соединительным профилем шип-паз. Для снятия внутренних напряжений на обратной стороне массивной доски делаются продольные пропилы — продыхи.
Массивная доска бывает фиксированной и комбинированной длины. В упаковке массивной доски фиксированной длины все половицы одной длины (например, 900 мм). Такую доску называют однодлинной. Для экономии материала и создания более интересного рисунка на полу выпускается массивная доска комбинированной длины. В упаковке массивной доски комбинированной длины есть, как минимум, одна половица полной длины (например, 1600 мм) и некоторое количество укороченных половиц (например, 300, 400, 600, 800 мм). Такую доску называют разнодлинной.
Минимальные размеры массивной доски: 90—100 мм шириной и 900 мм длиной (300—900 мм для разнодлинной доски, где 300 мм — длина самой короткой плашки и 900 мм — самой длинной). Толщина массивной доски составляет, как правило, 18—22 мм, хотя в последнее время на российском рынке появилась доска 16 и даже 15 мм.

## Покрытия
Массивная доска покрывается защитным слоем масла, лака или масла-воска на заводе.
Лаковое покрытие. Традиционно паркет покрывали лаком, маслом или воском уже после укладки. Сегодня подавляющее большинство массивной доски поставляются уже с нанесённым защитным слоем. Для ускорения сушки и создания максимально тонкого и прозрачного слоя используются специальные лаки с ультрафиолетовым отверждением (UV-лаки). Лаковое покрытие прочное и долговечное, но не предусматривает локального ремонта. В случае частичного износа, необходимо шлифовать и заново покрывать лаком весь пол.
Масло. Натуральное масло пропитывает верхний слой древесины, но не создаёт отдельной защитной плёнки. На ощупь доска, пропитанная маслом, неотличима от доски без покрытия. Важное преимущество доски с покрытием натуральным маслом — возможность локального ремонта. Достаточно очистить повреждённый участок и заново покрыть маслом, и полы готовы к использованию. Недостаток покрытия маслом — его недолговечность. Покрытие маслом необходимо возобновлять с частотой от одного раза в квартал до одного раза в год. Любая пролитая жидкость впитывается в древесину и требует специальных усилий для удаления.
Масло-воск. Смесь натурального масла с парафинами. Наиболее традиционная разновидность защитного покрытия, наследующая восковым мастикам прошлого. Представляет собой фактически компромисс между лаковым и масляным покрытием, создавая защитную плёнку, недолговечную, но легко возобновляемую.

## Декоративные обработки
Довольно часто массивная доска поставляется безо всяких специальных обработок, просто отшлифованная и покрытая защитным слоем лака или масла.
Однако сегодня бо́льшую часть ассортимента производителей составляет массивная доска с той или иной декоративной обработкой или сочетанием обработок. Многие из них направлены на создание эффекта износа, полов с историей. Основные виды обработки перечислены ниже:
Тонирование. Покрытие доски одним или несколькими слоями краски. Как правило, слои краски достаточно тонкие, чтобы сохранить естественный рисунок древесины, либо наносятся в сочетании с брашированием: углубления доски тонируются одним цветом, возвышения — другим цветом, тем же цветом меньшей интенсивности или не тонируются вообще. Основная функция тонирования — придание доске нового цвета, в сочетании с другими обработками — подчёркивание естественного рисунка древесины.
Браширование. Наиболее распространённый способ создания рельефной поверхности напольного покрытия. Большинство пород древесины умеренных широт имеют годичные кольца, при этом тёмная часть кольца более мягкая, а светлая — более твёрдая. Используя специальные металлические щётки, производители массивной доски выбирают с поверхности доски мягкие волокна, создавая рельеф, следующий рисунку годичных колец. Браширование популярно сразу по нескольким причинам: доске придаётся состаренный, исторический вид; подчёркивается её натуральность, естественность; возможность создания интересных контрастных декоров.
Строгание. Поверхность доски покрывается неравномерными волнами, оставленными как бы от небрежной работы рубанком. Доске придаётся характерный внешний вид, как будто она была отшлифована многими поколениями пользователей. Визуально обращает на себя внимание интересная игра света и тени.
Пиление. Поверхность доски покрывается неглубокими поперечными надпилами. Довольно редкая обработка, более популярная в Европе, чем в России.
Пескоструйная обработка. Обработка с использованием пескоструйных машин. Результат напоминает браширование с тем отличием, что поверхность получается шлифованной (и при этом рельефной), а сам рельеф более крупный, без характерных для браширования мелких деталей. Чаще всего применяется для пород древесины с крупным рисунком годичных колец, таких как ильм.
Состаривание. Придание напольному покрытию эффекта износа отличными от перечисленных выше способами, в частности — нанесение засечек на поверхность и на фаски напольного покрытия.

## Отличия от других видов деревянных напольных покрытий

### Массивная доска и паркетная доска
Паркетная доска представляет собой инженерную конструкцию, в которой только верхний слой состоит из ценной породы древесины (дуб, орех, ясень, мербау и др.). Остальная часть конструкции выполняется из менее ценных, но более стабильных хвойных пород древесины, фанеры или HDF (древесно-волокнистой плиты высокой плотности).

### Массивная доска и штучный паркет
Массивная доска отличается от штучного паркета, прежде всего, размерами. Штучный паркет, как правило, не превышает 70 мм в ширину, 500 мм в длину и 16 мм в толщину. Далее, штучный паркет изготавливается только фиксированных размеров. Это позволяет выкладывать штучный паркет разными геометрическими рисунками (венгерская ёлка, французская ёлка, шереметьевская укладка и др.). В отличие от массивной доски, штучный паркет обычно поставляется без заводского покрытия и покрывается лаком или маслом уже после укладки и обязательной шлифовки.

### Массивная доска и супермассивная доска
Супермассивная доска (инженерная массивная доска, антидеформационная доска) хотя и выполняется из одной породы древесины, представляет собой инженерную конструкцию.

### Массивная доска и половая доска (доска пола)
Традиционная половая доска (доска пола) отличается от массивной доски назначением и размерами. Традиционная половая доска совмещает функции несущей конструкции и чистового, отделочного пола. Доска пола укладывается на лаги (поперечные бруски, расположенные на расстоянии друг от друга). Как правило, доска пола существенно у́же массивной доски, что необходимо для предотвращения деформаций при изменении влажности и температуры. В длину половая доска может достигать нескольких метров. Доска пола поставляется без заводского покрытия и покрывается лаком или маслом уже после укладки. Обычно доска пола имеет большие допуски отклонения влажности, чем требуемые 8-12% для массивной доски.
В отличие от доски пола, массивная доска является отделочным материалом и укладывается на специально подготовленный черновой пол — фанеру или непосредственно на бетонное основание (не рекомендуется). Массивная доска обычно шире, но короче традиционной доски пола.

## Специфика массивной доски

### Преимущества
- Натуральность. Массивная доска изготавливается из натуральной древесины, причём из цельного массива древесины. Иными словами, массивная доска — это кусок древесины, крупный по размерам, правильно высушенный и обработанный.
- Долговечность. Большинство производителей дают гарантию на структурную целостность массивной доски 50 лет. Тем не менее, защитное покрытие (лак или масло) требуется время от времени обновлять.
- Экологичность. Массивная доска — не инженерная конструкция. Для её изготовления не используются фенолформальдегидные и другие опасные искусственные смолы.

### Недостатки
- Сложность укладки. Массивная доска требует сложной профессиональной укладки с применением клея, фанеры и саморезов[7].
- Капризность. Древесина — материал капризный. Изменение температуры и влажности может привести к растрескиванию и деформации, отрыву напольного покрытия от основания. Чем больше размер массивной доски (в особенности это касается ширины), тем большее внутреннее напряжение на неё воздействует.

## Нестандартные разновидности массивной доски

### Напольное покрытие из бамбука
К массивной доске условно относят напольное покрытие из бамбука, выполненное в формате массивной доски. Бамбук — трава, и напольное покрытие из него представляет собой инженерную конструкцию. Однако по внешнему виду, способу монтажа и эксплуатационным характеристикам напольное покрытие из бамбука напоминает классическую массивную доску.
По способу производства напольное покрытие из бамбука бывает трёх разновидностей:
- Доска из вертикального бамбука
- Доска из горизонтального бамбука
- Доска из прессованного (гомогенного, усиленного) бамбука

Наиболее широко распространено напольное покрытие из горизонтального бамбука. Доска из горизонтального бамбука представляет собой бруски из отдельных спрессованных стеблей, склеенные между собой. В доске из горизонтального бамбука хорошо различается структура бамбуковых стеблей с характерными более тёмными узлами. Ровный спокойный цвет, близкий к цвету натурального дуба, и существенно более низкая цена делают горизонтальный бамбук доступной альтернативой классической массивной доске из дуба.
Реже встречается бамбук вертикальный. Способ производства и эксплуатационные характеристики его близки к бамбуку горизонтальному, но слои бамбука направлены не горизонтально, а вертикально. Узлы стеблей не видны, рисунок более дробный и монотонный.
Высокими эксплуатационными характеристиками обладает напольное покрытие из прессованного бамбука. При производстве прессованного бамбука пучки волокон прессуются под высоким давлением без применения формальдегидных и других вредных для здоровья искусственных смол.
По заверениям производителей, его твёрдость в несколько раз превышает твёрдость дуба, а устойчивость к перепадам влажности и температуры такова, что позволяет укладывать в небольших помещениях плавающим способом (как паркетную доску).
Термическая обработка сырья при различной температуре позволяют получить на выходе несколько цветов без применения красителей: от светлого древесного до насыщенно-коричневого. Совмещение в одной половице волокон, прошедших разный уровень термообработки, позволяет получить уникальный тигровый рисунок, напоминающий редкую древесину зебрано и тигрового дерева.
Преимущества напольного покрытия из бамбука
- Низкая цена (вертикальный и горизонтальный бамбук)
- Лёгкость и доступность укладки (прессованный бамбук)
- В несколько раз твёрже дуба (прессованный бамбук)[8]

Недостатки напольного покрытия из бамбука
- Не поддаётся шлифовке
- Доска из вертикального и горизонтального бамбука обладает низкой твердостью и легко повреждается
- Непредсказуемое поведение. Иногда доска, сделанная из бамбука, может спокойно переносить длительное воздействие влаги, а иногда наоборот - в идеальных микроклиматических условиях она может растрескаться вдоль склеенных и спресованных волокон

### Доска нестандартных размеров и формы
Обычная массивная доска — прямоугольной формы фиксированной ширины. Однако на рынке встречается также доска криволинейной формы и комбинированная по ширине.
В пачке доски, комбинированной по ширине (разноширинной доски), есть доски разной ширины, например, 90, 100 и 120 мм. Использование досок разной ширины позволяет создать эффект старинного пола определённой стилистики.
Направление волокон в натуральной древесине никогда не является полностью прямолинейным. В то же время традиционная массивная доска — это сочетание прямых линий и прямых углов. Чтобы сделать массивную доску ещё более «натуральной», некоторые производители перешли к изготовлению криволинейных досок, форма которых повторяет направление древесных волокон. Криволинейная доска — редкая разновидность массивной доски премиум-класса.

## Укладка
За редкими исключениями массивная доска укладывается жёсткофиксированным способом (на клей). Перед укладкой массивной доски необходимо тщательно подготовленное основание — прочная и сухая цементная стяжка, поверх которой укладываются листы фанеры (как правило, распиленной).
Массивная доска укладывается на основание при помощи клея с применением паркетных шурупов или, реже, паркетных шпилек. Функция паркетных шурупов — зафиксировать напольное покрытие, пока клей окончательно не высохнет. Для укладки доски используются полиуретановые и эпоксидно-полиуретановые клеи. Для этих целей категорически не подходят водно-дисперсионные клеи и клеи на основе синтетических смол. Критически важно соблюдение условий укладки: ровный пол, определённая температура и влажность воздуха, стяжки и древесины. Нарушение любого из этих условий может привести к деформации напольного покрытия (короблению, трещинам) или отрыву его от основания.
Некоторые производители допускают укладку массивной доски плавающим способом (без клея). Для укладки массивной доски плавающим способом сегодня применяются два основных способа. Первый — профилирование замковых соединений, как на паркетной доске. Технология укладки в точности совпадает с укладкой паркетной доски. Такой способ применим для напольного покрытия из прессованного бамбука. Другой способ — использование специальных металлических скоб, вставляемых в сделанные на обратной стороне доски пропилы.
Основной недостаток такого способа укладки — потенциальная недолговечность, риск появления скрипов и щелей. Металл, из которого делают скобы — значительно более твёрдый и прочный материал, чем древесина. В результате постоянных нагрузок скобы начинают продавливать древесину, что приводит к появлению люфтов, придаёт элементам пола ненужную подвижность. Массивную доску, уложенную плавающим способом практически невозможно качественно отремонтировать (отшлифовать и заново покрыть лаком, маслом или маслом с твердым воском).